# Fake Empire
Cet article concerne le groupe de musique belge. Pour la société de production, voir Fake Empire (société de production).
 (juin 2023).
La mise en forme du texte ne suit pas les recommandations de Wikipédia : il faut le « wikifier ».
Les points d'amélioration suivants sont les cas les plus fréquents :
- Les titres sont pré-formatés par le logiciel. Ils ne sont ni en capitales, ni en gras.
- Le texte ne doit pas être écrit en capitales (les noms de famille non plus), ni en gras, ni en italique, ni en « petit »…
- Le gras n'est utilisé que pour surligner le titre de l'article dans l'introduction, une seule fois.
- L'italique est rarement utilisé : mots en langue étrangère, titres d'œuvres, noms de bateaux, etc.
- Les citations ne sont pas en italique mais en corps de texte normal. Elles sont entourées par des guillemets français : « et ».
- Les listes à puces sont à éviter, des paragraphes rédigés étant largement préférés. Les tableaux sont à réserver à la présentation de données structurées (résultats, etc.).
- Les appels de note de bas de page (petits chiffres en exposant, introduits par l'outil «  Source ») sont à placer entre la fin de phrase et le point final[comme ça].
- Les liens internes (vers d'autres articles de Wikipédia) sont à choisir avec parcimonie. Créez des liens vers des articles approfondissant le sujet. Les termes génériques sans rapport avec le sujet sont à éviter, ainsi que les répétitions de liens vers un même terme.
- Les liens externes sont à placer uniquement dans une section « Liens externes », à la fin de l'article. Ces liens sont à choisir avec parcimonie suivant les règles définies. Si un lien sert de source à l'article, son insertion dans le texte est à faire par les notes de bas de page.
- La présentation des références doit suivre les conventions bibliographiques. Il est recommandé d'utiliser les modèles {{Ouvrage}}, {{Chapitre}}, {{Article}}, {{Lien web}} et/ou {{Bibliographie}}. Le mode d'édition visuel peut mettre en forme automatiquement les références.
- Insérer une infobox (cadre d'informations à droite) n'est pas obligatoire pour parachever la mise en page.

Pour une aide détaillée, merci de consulter Aide:Wikification.
Si vous pensez que ces points ont été résolus, vous pouvez retirer ce bandeau et améliorer la mise en forme d'un autre article.
Fake Empire est un groupe Indie pop belge originaire de Namur composé de trois sœurs (Lorraine, Mégane et Margaux Melery) accompagnées de Clémence D'Hulst.
Le groupe est créé en 2015 et sort son premier single « Red line » en 2020. Depuis le groupe se produit régulièrement sur les scènes belges.

## Biographie
Le groupe se forme en 2015 et débute les scènes avec l'arrivée de Clémence D'hulst en 2017. Rapidement, le groupe se fait remarquer en participant à plusieurs concours comme le Mint, Humo's Rock Rally ou les solidarités dans lequel il atteint la finale.
En 2019, le groupe est invité par Will Z à participer à l'album « Hello ghost » sous le label Nomad el records du groupe Black Moon Tape. Le groupe sera présent sur plusieurs titres de l'album dont « Social Network ». Le groupe est aussi présent sur le clip de « secret langues ». La même année le groupe se produit sur divers scènes comme les fêtes de Wallonie ou les Solidarités.
En 2020, le groupe sort son premier single intitulé « Red line », un titre engagé contre la violence faite aux femmes, suivi quelques mois plus tard, en octobre par le single « Childhood ».
En 2021, Lorraine, la chanteuse du groupe participe à The Voice Belgique, elle intégrera l'équipe de BJ Scott. La même année, le groupe profite du confinement lié au Covid-19 pour composer de nouveaux morceaux.
En 2022 le groupe participe au concours l'Envol des cités, qu'il remporte.
En 2023, le groupe annonce sortir un nouveau single et est à l'affiche du Ronquières Festival.

## Membres
- Lorraine Melery : chant
- Mégane Melery : guitare
- Margaux Melery : batterie
- Clémence D'Hulst : chant, violoncelle

## Discographie

### apparition

#### 2019 " Hello ghost" album
1. social Network

### singles
1. 2020 : Red Line
2. 2020 : Childhood
3. 2023 : Just Fine
4. 2023 : Back Home

## liens externes
- sur fakeempire.be Site officiel